# Paula Schnurr
Paula Schnurr, född 15 januari 1964, är en friidrottare från Kanada. Hon deltog vid olympiska sommarspelen 1992 och olympiska sommarspelen 1996.